# Said bin Taimur
Said bin Taimur (13 tháng 8 năm 1910 – 19 tháng 10 năm 1972; tiếng Ả Rập: سعيد بن تيمور;) là quốc vương thứ 13 của Muscat và Oman (sau này đổi tên thành Oman) từ ngày 10 tháng 2 năm 1932 cho đến khi ông bị con trai Qaboos bin Said phế truất vào ngày 23 tháng 7 năm 1970.
Ông là một thành viên của Nhà Al Said, người vào năm 1932 đã trở thành Quốc vương của thành phố Muscat và Oman, kế vị cha là Taimur bin Fealu, người đã thoái vị vì lý do tài chính.  Said 21 tuổi thừa hưởng một chính quyền đang mắc nợ.  Ông củng cố quyền lực, với sự giúp đỡ của SAS Anh, và giành lại quyền kiểm soát nội địa của bộ lạc, tập hợp lại thành phố Muscat và Oman. Sau khi đất nước được thống nhất, Said rời thủ đô của thành phố Muscat và cư trú tại một thị trấn ven biển ở Dhofar. Muscat và Oman đã trở thành các quốc gia độc lập và có chủ quyền vào năm 1951 với ông là người cai trị.